# Sport en Papouasie-Nouvelle-Guinée
Le sport en Papouasie-Nouvelle-Guinée a été influencé par les Australiens, l'ancienne puissance coloniale jusqu'en 1975. Le pays fait partie du Commonwealth, et pratique des sports hérités de l'Empire britannique (rugby, boulingrin, netball…). On retrouve par ailleurs les influences des paratiques du sport de l'Asie du Sud-Est dominé par l'Indonésie avec laquelle le pays partage l'île de Nouvelle-Guinée.
Le sport le plus populaire en Papouasie-Nouvelle-Guinée est le rugby à XIII. 

## Rugby à XIII

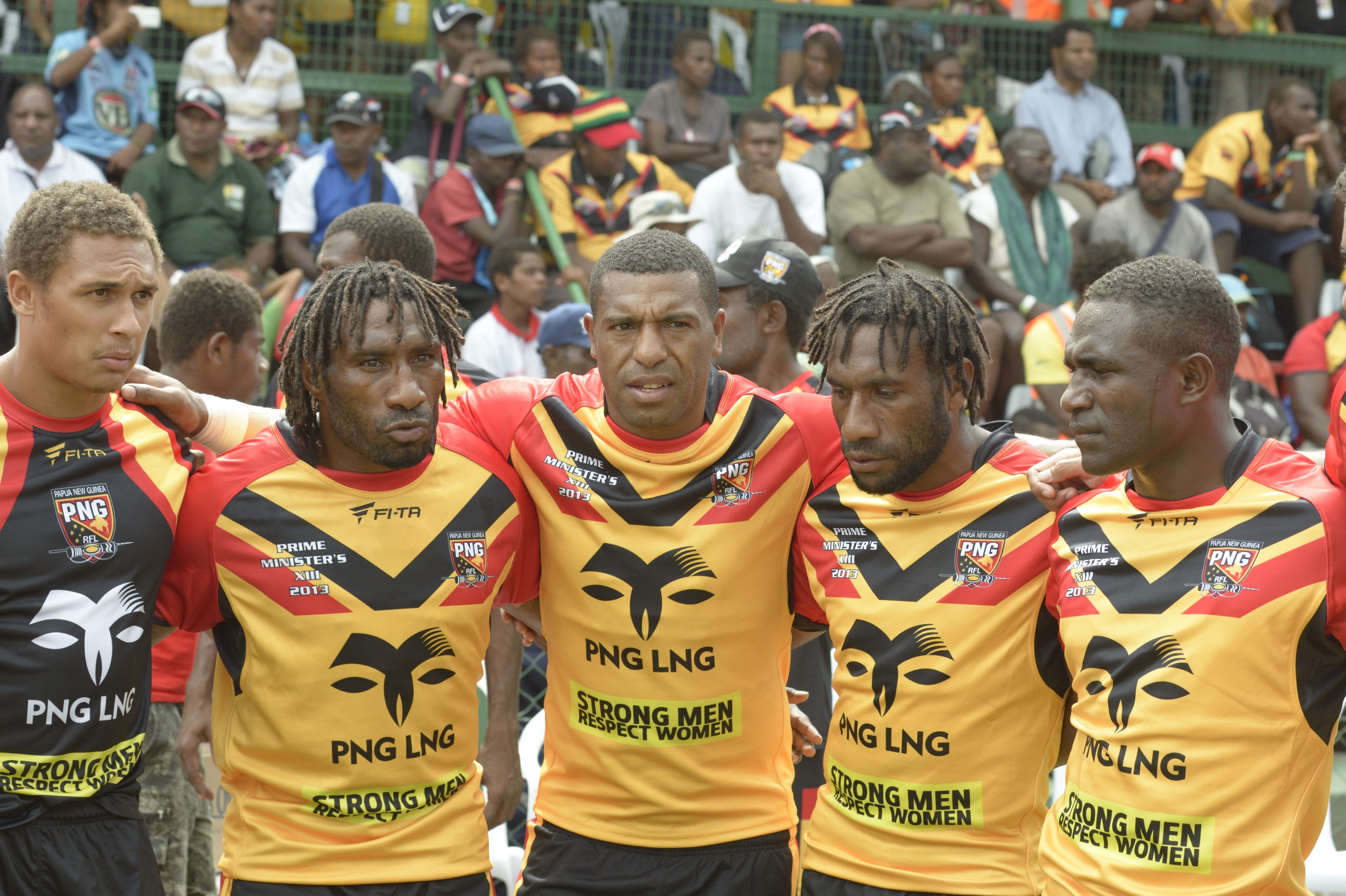
L'équipe de Papouasie-Nouvelle-Guinée de rugby à XIII lors d'un match amical

## Événements sportifs
En date de 2016, la Papouasie-Nouvelle-Guinée n'a remporté aucune médaille aux Jeux olympiques malgré sa participation depuis 1976. Le sprinteur Francis Kompaon a toutefois décroché la médaille d'argent sur 100 mètres lors des Jeux paralympiques d'été de 2008, la seule médaille paralympique ou olympique du pays à ce jour.
On trouve quelques succès aux Jeux du Commonwealth :
- Boulingrin : Geua Tau en 1990
- Natation : Ryan Pini en 2006
- Haltérophilie : Dika Toua en 2014, Steven Kari en 2014